# Age of Empires: The Rise of Rome
Age of Empires: The Rise of Rome er en udvidelsespakke til RTS-spillet Age of Empires. Spillet blev udviklet af Ensemble Studios og udgivet af Microsoft i 1998. Det indeholder bl.a. nye civilisationer, enheder og teknologier og ændringer i gameplayet. Ligesom i originalen finder det sted i antikken og der lægges her vægt på Romerriget med romersk arkitektur og kampagner omhandlende romerne.

## Forbedringer og tilføjelser
Der blev lavet få reelle og synlige ændringer i spillets gameplay, og det gjorde, at reaktionerne fra fansene var blandede. Der kan dog nævnes, at der er mulighed for at spille på større kort, det er gjort lettere at producere enheder vha. en "venteliste", og grænsen for antal enheder (befolkningsgrænse) er forhøjet.

### Civilisationer
Der er tilføjet fire nye civilisationer i Age of Empires: The Rise of Rome:
- Kartagerne, Middelhavet (800 – 146 f.v.t.)
- Makedonerne (323 – 146 f.v.t.)
- Romerne (750 f.v.t. – 476 e.v.t.)
- Palmyrenerne, Mellemøsten (64 f.v.t. – 273 e.v.t.)

### Enheder
I alt fem nye enheder er tilføjet:
- Ild-galej (Fire Galley) – Nyt skib, der gør skade i nærkampe med ild.
- Dromedarrytter (Camel Rider) – Stærk overfor andet kavaleri.
- Pansret Elefant (Armored Elephant) – Opgradering af krigselefant.
- Slynge (Slinger) – Nyt kastevåben, som er effektivt imod bueskytter.
- Stridsvogn med le (Scythed Chariot) – Opgradering af stridsvogn

### Teknologier
I alt fire nye teknologier er tilføjet:
- Logistik (Logistics) – Enheder fra kaserne (barracks) tæller mindre i samlet befolkningstal.
- Martyrium (Martyrdom) – Præster konverterer fjendtlige enheder øjeblikkeligt.
- Medicin (Medicine) Præster healer hurtigere.
- Tårnskjold (Tower Shield) – Formindsker skaden fra fjendens katapulter.

### Kampagner
I singleplayer-delen er der mulighed for at spille tre nye kampagner. De omhandler alle, som spillets titel antyder, Romerriget. Kampagnerne afspejler tre æraer i rigets historie:
- Roms opståen
- Roms fjender (De puniske krige)
- Julius Cæsar